# Actio iudicati
Actio iudicati – powództwo egzekucyjne w procesie formułkowym, obowiązujące w prawie rzymskim, wytaczane w celu przymusowego wykonania prawomocnego wyroku.
Tytułem egzekucyjnym mógł być prawomocny wyrok lub tzw. confessio in iure, tj. sądowe uznanie powództwa, które miało skutki wyroku. Pretor udzielał wierzycielowi prawa do actionis iudicati po upływie 30 dni od zapadnięcia prawomocnego wyroku, czyli po czasie, jaki miał dłużnik na dobrowolne spłacenie długu.
Dłużnik, po wniesieniu tej skargi, mógł wdać się w spór co do zasadności egzekucji (zakwestionować ważność wyroku, tzw. infitiatio), co powodowało ponowne zbadanie sprawy. Najczęściej jednak już na procesowym etapie in iure uznawał swój obowiązek wykonania wyroku, gdyż infitiatio narażało go na zasądzenie sumy dwukrotnie wyższej niż orzeczona w pierwszym wyroku – tzw. revocatio in duplum.
Wierzyciel, uzyskując wyrok w procesie egzekucyjnym, wszczętym za pomocą actionis iudicati, mógł wedle własnego wyboru dokonać egzekucji osobistej (na osobie) lub majątkowej – tzw. venditio bonorum – na majątku dłużnika.
- W przypadku egzekucji osobistej, wierzyciel, upoważniony przez pretora, miał prawo zabrać dłużnika do swojego domu (tzw. więzienie prywatne), gdzie dłużnik odpracowywał dług. Z powodu kłopotliwości i małej ściągalności długów, najczęściej dochodziło do egzekucji majątkowej.
- Venditio bonorum, przewidziana przez prawo pretorskie, miała następujący przebieg: wierzyciel wchodził w posiadanie majątku dłużnika, a następnie ogłaszano o tym publicznie, w celu zawiadomienia ewentualnych innych wierzycieli. Jeden z nich (tzw. magister bonorum) sprzedawał w drodze licytacji cały majątek dłużnika (który ulegał przez to infamii) jednemu nabywcy (tzw. bonorum emptor).
- Jeśli dłużnik nie wykonał wyroku z przyczyn losowych, mógł ogłosić upadłość (tzw. cessio bonorum) – oddać majątek dobrowolnie. Mógł się ubiegać o pozostawienie środków niezbędnych do utrzymania (tzw. beneficium competentiae). Nie ulegał też infamii.

Skarga ta nie przedawniała się, a ponadto wchodziła w skład spadku i mogło służyć przeciw spadkobiercom dłużnika.

## Źródłaactionis iudicati
Actio iudicati zastąpiło znane wcześniej dwa sposoby postępowania legisakcyjnego: legis actio per manus iniectionem i dopuszczalną w wyjątkowych wypadkach legis actio per pignoris capionem.